# چیکیتو د لا کالسادا
چیکیتو د لا کالسادا (اسپانیایی: Chiquito de la Calzada‎؛ ‏ ۲۸ مهٔ ۱۹۳۲ – ۱۱ نوامبر ۲۰۱۷) بازیگر، کمدین و خواننده فلامنکو اهل اسپانیا بود.
از فیلم‌ها یا مجموعه‌های تلویزیونی که وی در آن‌ها نقش داشته است، می‌توان به فیلم اسپانیایی اشاره نمود.